# Прва савезна лига Југославије у фудбалу 1955/56.

Прва савезна лига Југославије била је највиши ранг фудбалског такмичења у Југославији 1955/56. године. И двадесетосма сезона по реду у којој се организовало првенство Југославије у фудбалу. Првак је постала Црвена звезда из Београда, освојивши своју трећу титулу. Из лиге су испали сарајевски Жељезничар и осијечки Пролетер

## Учесници првенства
У фудбалском првенство Југославије у сезони 1955/56. је учествовало укупно 14 тимова, од којих су 6 са простора НР Србије, 4 из НР Хрватске, 3 из НР Босне и Херцеговине и 1 из НР Црне Горе.
- БСК, Београд
- Будућност, Титоград
- Вележ, Мостар
- Војводина, Нови Сад
- Динамо, Загреб
- Жељезничар, Сарајево
- Загреб
- Партизан, Београд
- Пролетер, Осијек
- Раднички, Београд
- Сарајево
- Спартак, Суботица
- Хајдук, Сплит
- Црвена звезда, Београд

## Табела
| Место | Клуб              | мечева | победа | нерешених | пораза | дати голови | примљени голови | гол разлика | бодова |
| ----- | ----------------- | ------ | ------ | --------- | ------ | ----------- | --------------- | ----------- | ------ |
| 1     | Црвена звезда     | 26     | 16     | 8         | 2      | 62          | 29              | +33         | 40     |
| 2     | Партизан          | 26     | 14     | 7         | 5      | 65          | 35              | +30         | 35     |
| 3     | Раднички          | 26     | 13     | 5         | 8      | 54          | 45              | +9          | 31     |
| 4     | Динамо            | 26     | 12     | 4         | 10     | 42          | 47              | -5          | 28     |
| 5     | Војводина         | 26     | 9      | 9         | 8      | 57          | 41              | +16         | 27     |
| 6     | Сарајево          | 26     | 12     | 3         | 11     | 47          | 48              | -1          | 27     |
| 7     | Вележ             | 26     | 8      | 9         | 9      | 42          | 41              | +1          | 25     |
| 8     | Загреб            | 26     | 10     | 4         | 12     | 45          | 39              | +6          | 24     |
| 9     | Спартак           | 26     | 8      | 8         | 10     | 43          | 44              | -1          | 24     |
| 10    | БСК               | 26     | 8      | 8         | 10     | 41          | 45              | -4          | 24     |
| 11    | Будућност         | 26     | 10     | 4         | 12     | 46          | 58              | -12         | 24     |
| 12    | Хајдук            | 26     | 9      | 5         | 12     | 52          | 39              | +13         | 23     |
| 13    | Жељезничар        | 26     | 7      | 7         | 12     | 33          | 54              | -21         | 21     |
| 14    | Пролетер          | 26     | 5      | 1         | 20     | 30          | 94              | -64         | 11     |
| -     | Локомотива Загреб | -      | -      | -         | -      | -           | -               | -           | -      |
| -     | Вардар Скопље     | -      | -      | -         | -      | -           | -               | -           | -      |

Најбољи стрелци лиге били су: Мухамед Мујић (Вележ), Тихомир Огњанов (Црвена звезда) и Тодор Веселиновић (Војводина) са по 21 голом.

## Освајач лиге
Црвена звезда (тренер:Милован Ћирић)
| Првак Југославије у фудбалу 1955/56. |
| ------------------------------------ |
| Црвена звезда 3. титула              |